# Tournoi d'ouverture du championnat du Belize de football 2017
Navigation
Saison précédente Saison suivante
Le Tournoi Apertura 2017 est le quinzième tournoi saisonnier disputé au Belize.
C'est cependant la 36e fois que le titre de champion du Belize est remis en jeu.
Lors de ce tournoi, le Belmopan Bandits a tenté de conserver son titre de champion du Belize face aux sept meilleurs clubs beliziens.
Chacun des huit clubs participants était confronté deux fois aux autres équipes. Puis les quatre meilleurs se sont affrontés lors d'une phase finale à la fin de la saison.
Seulement une place pouvait-être qualificative pour la Ligue de la CONCACAF.

## Les 8 clubs participants
Ce tableau présente les huit équipes qualifiées pour disputer le championnat 2017-2018. On y trouve le nom des clubs, le nom des stades dans lesquels ils évoluent ainsi que la capacité et la localisation de ces derniers.
| Club                           | Stade                       | Capacité | Ville       |
| Defence Force                  | Stade MCC Grounds           | 2 000    | Belize City |
| Belmopan Bandits               | Stade Isidoro Beaton        | 2 500    | Belmopan    |
| Paradise/Freedom Fighters (en) | Toledo Union Field (en)     | -        | Punta Gorda |
| Placencia Assassins (en)       | Stade Michael Ashcroft (en) | 2 000    | Mango Creek |
| Police United                  | Stade Isidoro Beaton        | 2 500    | Belmopan    |
| San Pedro Pirates FC (en)      | Stade Ambergris             | -        | San Pedro   |
| Verdes FC                      | Stade Norman Broaster       | 2 000    | San Ignacio |
| Wagiya (en)                    | Stade Carl Ramos            | 3 500    | Dangriga    |

Localisation des clubs engagés dans le championnat
| \| Defence Force Verdes FC Belmopan Bandits Police United Placencia Assassins Wagiya Paradise/Freedom Fighters San Pedro Pirates FC \| |
| Defence Force Verdes FC Belmopan Bandits Police United Placencia Assassins Wagiya Paradise/Freedom Fighters San Pedro Pirates FC       |

## Compétition
Le tournoi Apertura se déroule de la façon suivante, en deux phases :
- La phase régulière : les dix-huit journées de championnat.
- La phase finale : les matchs aller-retour allant des demi-finales à la finale.

### Phase régulière
Lors de la phase régulière les neuf équipes affrontent à deux reprises les huit autres équipes selon un calendrier tiré aléatoirement.
Les quatre meilleures équipes sont qualifiées pour le second tour.
Le classement est établi sur le barème de points classique (victoire à 3 points, match nul à 1, défaite à 0).
Le départage final se fait selon les critères suivants :
- Le nombre de points.
- La différence de buts générale.
- Le nombre de buts marqué.

| Rang | Équipe                         | Pts | J  | G  | N | P  | Bp | Bc | Diff |
| ---- | ------------------------------ | --- | -- | -- | - | -- | -- | -- | ---- |
| 1    | Belmopan Bandits T             | 35  | 14 | 11 | 2 | 1  | 38 | 12 | +26  |
| 2    | Verdes FC                      | 24  | 14 | 7  | 3 | 4  | 23 | 13 | +10  |
| 3    | Defence Force                  | 24  | 14 | 7  | 3 | 4  | 20 | 15 | +5   |
| 4    | San Pedro Pirates FC (en)      | 23  | 14 | 7  | 2 | 5  | 26 | 19 | +7   |
| 5    | Police United                  | 23  | 14 | 7  | 2 | 5  | 29 | 25 | +4   |
| 6    | Wagiya (en)                    | 12  | 14 | 3  | 3 | 8  | 26 | 41 | -15  |
| 7    | Placencia Assassins (en)       | 11  | 14 | 2  | 5 | 7  | 17 | 29 | -12  |
| 8    | Paradise/Freedom Fighters (en) | 6   | 14 | 2  | 0 | 12 | 16 | 41 | -25  |

| Légende : Qualifications et relégations | Légende : Qualifications et relégations |
| --------------------------------------- | --------------------------------------- |
|                                         | Qualifié pour le second tour            |
|                                         | T Tenant du titre                       |

| Résultats (▼dom., ►ext.)                                   | Def | Belm | Fre | Pla | Pol | SPe | Ver | Wag |
| Defence Force                                              |     | 1-0  | 7-0 | 2-1 | 1-1 | 1-0 | 0-2 | 2-0 |
| Belmopan Bandits                                           | 2-1 |      | 7-0 | 3-1 | 3-2 | 2-0 | 1-0 | 7-2 |
| Paradise/Freedom Fighters (en)                             | 0-3 | 0-2  |     | 3-0 | 1-2 | 3-4 | 1-4 | 1-3 |
| Placencia Assassins (en)                                   | 3-1 | 1-1  | 2-1 |     | 1-0 | 1-1 | 1-5 | 6-1 |
| Police United                                              | 2-1 | 1-5  | 1-3 | 4-2 |     | 1-2 | 1-0 | 6-3 |
| San Pedro Pirates FC (en)                                  | 1-1 | 1-2  | 2-0 | 3-1 | 3-2 |     | 1-2 | 5-0 |
| Verdes FC                                                  | 3-1 | 1-1  | 3-1 | 0-0 | 0-0 | 1-0 |     | 1-0 |
| Wagiya (en)                                                | 1-1 | 1-2  | 6-2 | 2-2 | 0-4 | 4-3 | 3-4 |     |
| - Victoire à domicile - Match nul - Victoire à l'extérieur |     |      |     |     |     |     |     |     |

### La Phase Finale
Les quatre équipes qualifiées sont réparties dans un tableau final d'après leur classement général.
En cas d'égalité sur la somme des deux matchs, c'est l'équipe ayant marqué le plus de buts à extérieur qui l'emporte puis une prolongation et une séance de tirs au but ont éventuellement lieu.

#### Tableau
|  |                           |            |            |            |                  |     |   |        |        |        |        |        |
|  | 1/2 finale                | 1/2 finale | 1/2 finale | 1/2 finale | 1/2 finale       |     |   | Finale | Finale | Finale | Finale | Finale |
|  |                           |            |            |            |                  |     |   |        |        |        |        |        |
|  |                           |            |            |            |                  |     |   |        |        |        |        |        |
|  | Belmopan Bandits          | (1)        | 6          | 3          |                  |     |   |        |        |        |        |        |
|  | Belmopan Bandits          | (1)        | 6          | 3          |                  |     |   |        |        |        |        |        |
|  | San Pedro Pirates FC (en) | (4)        | 0          | 1          |                  |     |   |        |        |        |        |        |
|  | San Pedro Pirates FC (en) | (4)        | 0          | 1          | Belmopan Bandits | (1) | 0 | 2      |        |        |        |        |
|  |                           |            |            |            |                  | (1) | 0 | 2      |        |        |        |        |
|  |                           |            | Verdes FC  | (2)        | 1                | 1   |   |        |        |        |        |        |
|  | Verdes FC                 | (2)        | Verdes FC  | (2)        | 1                | 1   | 7 | 2      |        |        |        |        |
|  | Verdes FC                 | (2)        |            |            |                  |     | 7 | 2      |        |        |        |        |
|  | Defence Force             | (3)        | 1          | 2          |                  |     |   |        |        |        |        |        |
|  | Defence Force             | (3)        | 1          | 2          |                  |     |   |        |        |        |        |        |

#### Demi-finales
| Club             | Aller | Retour | Club                      | Commentaire |
| Belmopan Bandits | 6-0   | 3-1    | San Pedro Pirates FC (en) |             |
| Verdes FC        | 7-1   | 2-2    | Defence Force             |             |

#### Finale
| Match aller     | Verdes FC                 | 1:0   | Belmopan Bandits | Stade Norman Broaster |  |
| 3 décembre 2017 | 84e Roberto Silva de Lima | (0:0) |                  |                       |  |

| Match retour    | Belmopan Bandits                | 2:1 | Verdes FC      | Stade Isidoro Beaton |  |
| 9 décembre 2017 | Buteur inconnu · Buteur inconnu |     | Buteur inconnu |                      |  |

## Bilan du tournoi
| Tournoi d'ouverture du championnat de football du Belize 2017 |                      |
| Champion                                                      | Verdes FC (3e titre) |
| Dauphin                                                       | Belmopan Bandits     |
| Qualifications continentales                                  |                      |
| Ligue de la CONCACAF 2018                                     | Verdes FC            |

## Statistiques

### Buteurs
| Rang | Nom | Équipe | Buts |
| 1    |     |        | -    |
| 2    |     |        | -    |
| 3    |     |        | -    |